# Tjasker Kalenberg
De Tjasker Kalenberg is een tjasker aan de Hoogeweg tussen Kalenberg en Ossenzijl in de Nederlandse provincie Overijssel.
Het molentje is in 1963 gebouwd door Roelof Dijksma in het natuurgebied De Weerribben. Met het molentje wordt achtergelegen veen van water voorzien. Even noordelijker aan de Hoogeweg staat nog een tjasker. Deze tjasker staat dicht bij de spinnenkopmolen De Wicher.
De tjasker is in de Kop van Overijssel overigens vroeger op meerdere plekken ingezet voor het bemalen van kleine percelen.
Deze tjasker heeft houten roeden met een lengte van 5 meter die dwarsgetuigd zijn opgehekt. Het object heeft de status gemeentelijk monument.
De molens worden onderhouden door enkele vrijwilligers van Staatsbosbeheer De Weerribben.

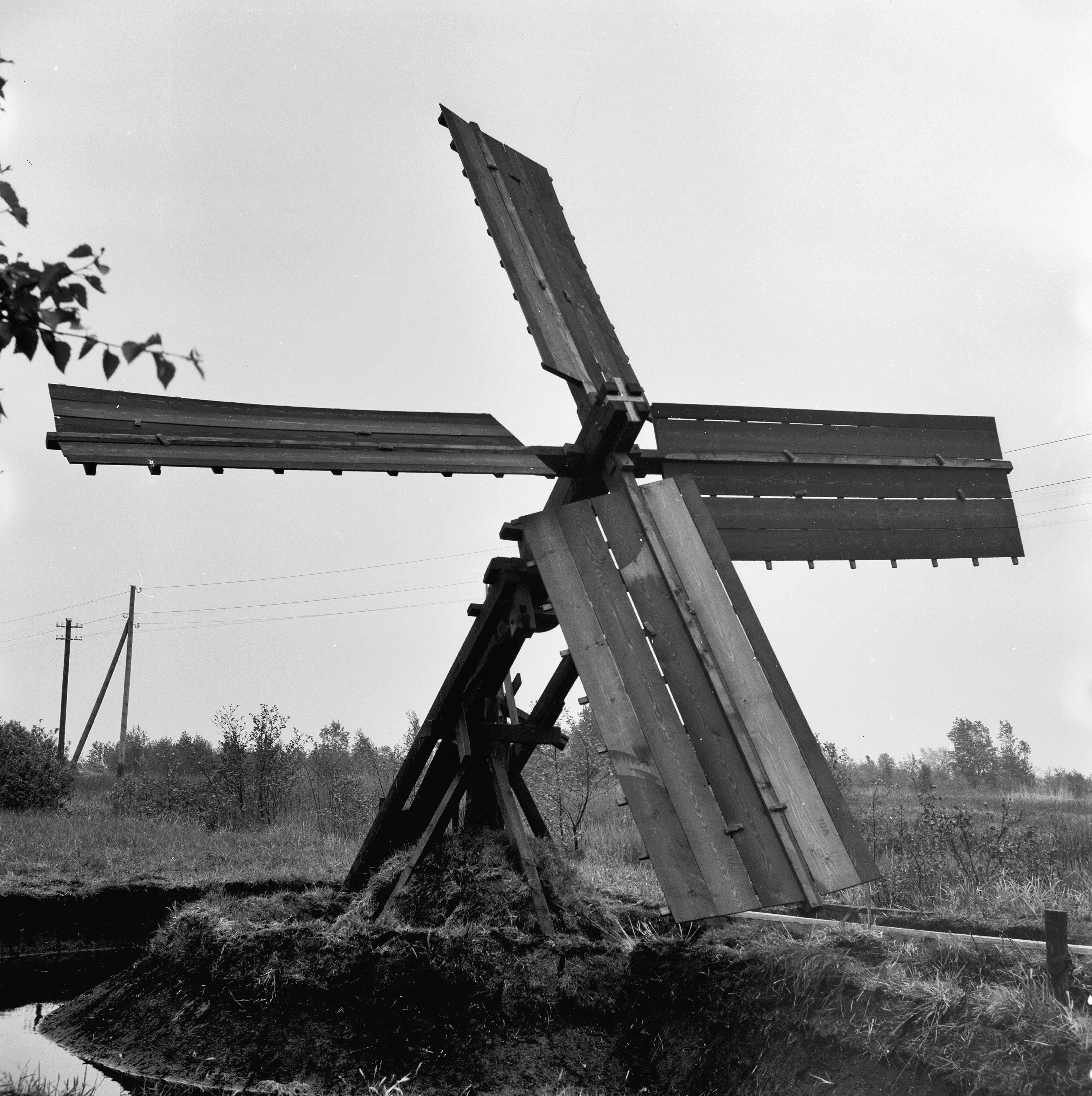
Tjasker in 1963